# Kayhan Kalhor
Kayhan Kalhor (em persa: كيهان كلهر; também romanizado como Keyhan Kalhor e Keyhān Kalhor) (nascido a 24 de novembro de 1963 em Teerão, Irão) é um interprete de kamanché, compositor e maestro de música clássica curda e música tradicional iraniana.

## Biografia
Kayhan Kalhor nasceu em Teerão numa família curda. Começou a estudar música à idade de sete anos. Quando tinha treze anos, fazia parte da Orquestra Nacional da Rádio e Televisão do Irão. Continuou os seus estudos musicais sob diversos maestros, estudando a tradição radif persa e também viajou para estudar na parte norte da província de Jorasán, onde as tradições da música tem influências curdas e turcas, bem como persas. Num conservatório musical em Teerão, com aproximadamente 20 anos, Kalhor trabalhou sob a direcção de Mohammad-Reza Lotfi, que é do nordeste do Irão. Kalhor também viajou às províncias do noroeste do Irão. Mais tarde mudou-se para Roma, Itália e a Ottawa, Ontário, Canadá, para estudar música clássica europeia. É um graduado do programa de música na Universidade de Carleton em Ottawa.

## Carreira
Kayhan Kalhor dispõe de uma ampla faixa de influências musicais, utiliza vários instrumentos musicais, e cruza fronteiras culturais com o seu trabalho, mas principalmente, é um intenso interprete do kamanché. 
Kalhor tem composto música para obras e tem interpretado juntamente com famosos vocalistas iranianos como Mohammad Reza Shajarian e Shahram Nazeri. Também tem composto e se apresentou juntamente com os artistas índios Shujaat Husain Khan (sitar) e Swapan Chaudhuri (tabla) no grupo Ghazal. O seu álbum O Vento (2006) é uma colaboração com o turco Erdal Erzincan (saz), com peças realizadas em turco e persa. Em outras ocasiões tem colaborado com Projecto rota da seda de Yo-Yo Ma.
Actualmente reside nos Estados Unidos e tem sido passado por um êxito comercial no país norte-americano durante a última década. Duas das suas obras foram nomeadas para os Prémios Grammy em 2004.
Em 2010 compôs "I was there", que se baseia "numa melodia atribuída a Ziriabe, um músico persa curdo do século IX", para um concerto de Maya Beiser. Esta peça foi realizada por Kalhor juntamente com Maya Beiser, o reconhecido violoncelista Bassam Saba, um artista de oud, e dois percussionistas, Glen Velez e Matt Kilmer.

## Discografia
| Álbum de artistas                       | Álbum                                   | Ano  |
| --------------------------------------- | --------------------------------------- | ---- |
| Ghazal                                  | Lost Songs of the Silk Road             | 1997 |
| Ghazal                                  | As Night Falls on the Silk Road         | 1998 |
| Kayhan Kalhor                           | Scattering Stars Like Dust              | 1998 |
| Shahram Nazeri e Dastan Ensemble        | Through Eternity                        | 1999 |
| Ghazal                                  | Moon Rise over the Silk Road            | 2000 |
| Kayhan Kalhor e Mohammad Reza Shajarian | Night, Silence, Desert                  | 2000 |
| Kronos Quartet                          | Caravan                                 | 2000 |
| Masters of Persian Music                | It's Winter                             | 2001 |
| Yo-Yo Ma e o Silk Road Ensemble         | Silk Road Journeys: When Strangers Meet | 2001 |
| Masters of Persian Music                | Without You†                            | 2002 |
| Ghazal                                  | The Rain†                               | 2003 |
| Ali Akbar Moradi                        | In the Mirror of the Sky                | 2004 |
| Masters of Persian Music                | Faryad†                                 | 2005 |
| Yo-Yo Ma e o Silk Road Ensemble         | Silk Road Journeys: Beyond the Horizon  | 2005 |
| Kayhan Kalhor & Erdal Erzincan          | The Wind                                | 2006 |
| Masters of Persian Music                | Saze Khamoosh                           | 2007 |
| Masters of Persian Music                | Soroude Mehr                            | 2007 |
| Yo-Yo Ma e o Silk Road Ensemble         | New Impossibilities                     | 2007 |
| Kayhan Kalhor & Brooklyn Rider          | Silent City                             | 2008 |
| Silk Road Ensemble                      | Off the Map†                            | 2009 |
| Kayhan Kalhor & Madjid Khaladj          | Voices of the Shades                    | 2011 |
| Dresdner Sinfoniker                     | Cinema Jenin OST                        | 2011 |
| Brooklyn Rider Quartet                  | Rhino Season OST                        | 2012 |
| Kayhan Kalhor & Ali Bahrami Fard        | I Will Not Stand Alone                  | 2012 |
| Kayhan Kalhor & Erdal Erzincan          | Kula Kulluk Yakişir Meu                 | 2013 |
| Hawniyaz                                | Hawniyaz                                | 2016 |
| Silk Road Ensemble                      | The Music of Strangers†§                | 2017 |
| Silk Road Ensemble                      | Sing me home†§                          | 2017 |

† Nomeado para um Prémio Grammy
§ Ganhou um Prémio Grammy